# Claude-François Baudez
Claude-François Baudez, né le 3 décembre 1932 à Paris et mort dans la même ville le 13 juillet 2013, est un archéologue et iconologue français, directeur de recherche honoraire au Centre national de la recherche scientifique (CNRS), spécialiste des rituels et des croyances de la Mésoamérique et plus particulièrement de la civilisation maya,.
Les archives scientifiques des fouilles archéologiques de Claude François Baudez sont déposées au Pôle archives de la Maison des Sciences de l’homme Mondes.

## Axes de recherche
- 1957-1960 COSTA RICA : fouilles sur le site  Papagayo et dans la vallée du Tempisque.
- 1964-1965 HONDURAS : recherches dans la région du golfe de Fonseca et dans la vallée du Comayagua.
- 1967-1969 HONDURAS : fouilles à Los Naranjos (iavec Pierre Becquelin).
- 1971-1973 MEXICO : fouilles à Tonina (avec Pierre Becquelin et al.).
- 1977-1980 HONDURAS : direction du Copán Archaeological Project.
- 1981-1984 HONDURAS : séjours annuels à Copán pour l'étude de sculptures monumentales.
- 1989 MEXIQUE : séjour à Palenque pour l'étude de sculptures monumentales.
- 1990 COSTA RICA : fouilles dans le delta du Diquis.
- 1994 MEXIQUE : études iconographiques à Balamku (Campeche).

## Ouvrages
- Recherches archéologiques dans la vallée du Tempisque, Guanacaste, Costa Rica, Paris, Travaux et Mémoires de l'Institut des Hautes Études de l'Amérique Latine, no 18, 1967, 401 p.
- Amérique Centrale, Genève, Nagel, 1970, 254 p. (collection « Archaeologia Mundi »).
- (avec Pierre Becquelin), Archéologie de Los Naranjos, Honduras, Mexico. Études mésoaméricaines, Mission archéologique et ethnologique française au Mexique, Vol. 2,  1973, 438 p.
- (avec Pierre Becquelin), Tonina, une Cité Maya du Chiapas (Mexique), Mexico, Études mésoaméricaines, Mission archéologique et ethnologique française au Mexique, 1979, Vol. 6-1. Tome I, 548 p.
- (avec Pierre Becquelin), Tonina, une cité maya du Chiapas (Mexique),  Paris, Études mésoaméricaines, Mission archéologique et ethnologique française au Mexique, Éditions recherche sur les civilisations, Vol.6-2, 1982, Tome II, 908 p.
- (ed.) Introducción a la arqueologia de Copán, Tegucigalpa, Honduras, Instituto Hondureño de Antropologia e Historia, 1983, 3 vol.
- (avec Pierre Becquelin), Les Mayas, Paris, Gallimard, 1984, 400 p., 441 fig. (collection « L'Univers des formes »).
- (avec Sydney Picasso), Les Cités perdues des Mayas, Paris, Gallimard, Paris. 1987, 176 p., collection « Découvertes Gallimard / Archéologie » (no 20).
- (avec Nathalie Borgnino, Sophie Laligant, et Valérie Lauthelin), Papagayo : un hameau précolombien du Costa Rica, Paris, Éditions recherche sur les civilisations, A.D.P.F., 1992, 285 p. ill.
- (avec Nathalie Borgnino, Sophie Laligant, et Valérie Lauthelin), Investigaciones arqueológicas en el delta del Diquís, Mexico/DRCSTE, San José de Costa Rica, CEMCA, 1993, 160 p. ill.
- Jean-Frédéric Waldeck Le Premier explorateur des ruines mayas, Paris, Hazan, 1993, 199 p., ill.
- Maya Sculpture of Copán : The Iconography, Norman, Oklahoma, University of Oklahoma Press, 1994, 320 p., 118 fig., 2 tableaux, index.
- Une histoire de la religion des Mayas. Du panthéisme au panthéon, Paris, Albin Michel, 2002 (collection « Bibliothèque Histoire »).

Prix Louis-Castex de l’Académie française en 2003.
- Les Mayas, Paris, Les Belles Lettres, 2004 (collection « Guide Belles Lettres des civilisations »).
- La douleur rédemptrice. L'autosacrifice précolombien, Paris, Riveneuve éditions, 2012.

## Articles
- 1968. "Recherches archéologiques dans la région du lac de Yojoa, Honduras", Journal de la Société des Américanistes. [En ligne], 57, p. 135-138.
- 1972. (avec Pierre Becquelin) "Recherches archéologiques à Tonina, Chiapas, Mexique", dans Journal de la Société des Américanistes. [En ligne], 61, p. 255-257.

1973. Les camps de saliniers de la côte méridionale du Honduras: données archéologiques et documents historiques. In L’homme hier et  aujourd’hui, Recueil d’Etudes en Hommage à A. Leroi-Gourhan, pp. 507-520. Paris. 1973
- 1979. "Recherches archéologiques à Copan, Honduras", dans Journal de la Société des Américanistes. [En ligne], 61, p. 311-316.
- 1984. "Le roi, la balle et le maïs. Images du jeu de balle maya", dans Journal de la Société des Américanistes. [En ligne], 70, p. 139-151.
- 1999. "Le roi maya en face", dans Journal de la Société des Américanistes. [En ligne], 70, p. 139-151.
- 1999. "Los templos enmascarados de Yucatán", dans Arqueología mexicana, VII (37), p. 54-59. (en espagnol)
- 2002. "Venus y el Códice Grolier", dans Arqueología mexicana, X (55), p. 70-79. (en espagnol)
- 2006. "De l’aurore à la nuit : le parcours du roi-soleil maya », dans Journal de la société des américanistes [En ligne], 92-1 et 2, mis en ligne le 15 janvier 2012.
- 2007. "El juego de balón con bastones en Teotihuacan", dans Arqueología mexicana, XV (86), p. 18-25. (en espagnol)
- 2007. "Los dioses mayas. Una aparición tardía", dans Arqueología mexicana, XV (88), p. 32-41. (en espagnol)
- 2008. "Le jaguar. Sujet et objet du sacrifice", dans Journal de la Société des Américanistes, [En ligne], 94-1; mis en ligne le 10 juin 2013.
- 2011. "Las batallas rituales en Mesoamérica. Parte I", dans Arqueología mexicana, XIX (112), p. 20-29. (en espagnol)
- 2012. "Las batallas rituales en Mesoamérica. Parte II", dans Arqueología mexicana, XIX (113), p. 18-29. (en espagnol)
- 2012. "Beauty and ugliness in Olmec monumental sculpture", dans Journal de la société des américanistes [En ligne], 98-2, mis en ligne le 22/01/2013. (en anglais)
- 2013. "La conversión de los ídolos", dans Arqueología mexicana, XX (122), p. 18-29. (en espagnol)